# Recht harmonisch
Recht harmonisch – Das vertonte Grundgesetz ist ein Musikalbum von Thomas Bierling, Peter Lehel und Eva Weis.
Recht harmonisch erschien 2005 auf dem Label Antes Edition. Es handelt sich dabei um die Vertonung der 19 Grundrechte des deutschen Grundgesetzes.

## Entstehungsgeschichte
Die Komposition Recht harmonisch entstand im Jahr 2005 im Rahmen der Bewerbung der Stadt Karlsruhe als Kulturhauptstadt Europas. Das Motto der Bewerbung lautete „Mit Recht.“ und betonte den Wert des Rechts als Kulturgut.
Die Sängerin Eva Weis beschreibt ihre Motivation zu dem Projekt so:

„Die 19 Grundrechte des Grundgesetzes bilden die Grundlage unseres Gemeinwesens. Es geht darum, diese Tatsache aus der spröden Hülle des Gesetzestextes zu befreien und in eine emotional erfahrbare Form zu bringen.“

Das künstlerische Konzept und die Komposition entwickelte der Karlsruher Komponist und Pianist Thomas Bierling. Der Saxophonist und Jazz-Preisträger Peter Lehel war von dem experimentellen Konzept ebenfalls begeistert, so entstand eine Komposition für Klavier, Saxophon und Stimme, die in 19 Sequenzen die im Grundgesetz beschriebenen Grundrechte verarbeitet.
Recht harmonisch kann stilistisch zwischen Neuer Musik und Free Jazz eingeordnet werden.

## Titelliste
1. Vorgeschichte – 02:10
2. Präambel – 00:48
3. Artikel 1: Menschenwürde; Grundrechtsbindung der staatlichen Gewalt – 01:53
4. Artikel 2: Allgemeine Handlungsfreiheit; Freiheit der Person; Recht auf Leben – 01:39
5. Artikel 3: Gleichheit vor dem Gesetz; Gleichberechtigung von Männern und Frauen; Diskriminierungsverbote – 02:33
6. Artikel 4: Glaubens-, Gewissens- und Bekenntnisfreiheit – 01:54
7. Artikel 5: Meinungs-, Informations-, Pressefreiheit; Kunst und Wissenschaft – 02:37
8. Artikel 6: Ehe und Familie; nichteheliche Kinder – 01:42
9. Artikel 7: Schulwesen – 01:10
10. Artikel 8: Versammlungsfreiheit – 01:14
11. Artikel 9: Vereinigungs-, Koalitionsfreiheit – 02:18
12. Artikel 10: Brief-, Post-, und Fernmeldegeheimnis – 01:56
13. Artikel 11: Freizügigkeit – 02:52
14. Artikel 12: Berufsfreiheit; Verbot der Zwangsarbeit; Wehr- und Dienstpflicht – 01:19
15. Artikel 13: Unverletzlichkeit der Wohnung – 01:47
16. Artikel 14: Eigentum, Erbrecht, Enteignung – 01:58
17. Artikel 15: Sozialisierung – 02:12
18. Artikel 16: Verbot der Ausbürgerung, Auslieferung, Asylrecht – 01:45
19. Artikel 17: Petitionsrecht – 01:32
20. Artikel 18: Verwirkung von Grundrechten – 02:14
21. Artikel 19: Einschränkung von Grundrechten; Wesensgehalts-, Rechtswegegarantie – 00:38

## Remix-Version
Im Jahr 2007 erschien eine tanzbare Remix-Version von Matthias Arfmann unter dem Titel Dub’l G – Das Nähere regelt ein Bundesgesetz. Arfmann ist unter anderem als (Mit-)Produzent von Jan Delay, Patrice oder der Beginner bekannt.
Die CD ist als Doppelausgabe mit Original und Remix bei dem Label Yeotone erschienen (YT 07.001). Arfmann hat aus der Originalaufnahme sechs neue Tracks produziert:
1. Sittengesetz – 03:03
2. Frieden dienen – 04:29
3. Eigentum / Kulturkontakt – 05:41
4. Gleichheit – 06:00
5. Zensur findet nicht statt – 04:20
6. Freizüge – 04:35

Seine Motivation für den Remix beschreibt Arfmann so:

„Als ich von dem Projekt ‚Recht harmonisch‘ hörte und erfuhr, dass die Musiker auch Auftritte im Stammheimer Gefängnis absolviert haben, war mein Interesse an dem Projekt geweckt. Ich dachte zuerst nur: Wie kann man den Inhaftierten Grundgesetztexte ‚vorsingen‘? Das bloße Vorhandensein des Gefängnisses in Stammheim und die Situation der darin ‚untergebrachten‘ Gefangenen hat mich in meinem Leben immer wieder beschäftigt. Sowohl als Jugendlicher, der seinerzeit durchaus heftige Sympathien für die RAF empfand, als auch heute, wo die RAF im aktuellen politischen Tagesgeschehen überhaupt keine Rolle mehr spielt. Was machen z. B. die zum Teil immer noch Inhaftierten heute? Der Reiz, die Texte des Deutschen Grundgesetzes mit Musik in Verbindung zu bringen, ist schon groß. Ich habe versucht, einzelne Sätze und Artikel in einen anderen Kontext zu bringen, andere Assoziationen zu wecken, musikalisch das zu ‚spielen‘ worum es in der entsprechenden Grundgesetz-Passage meiner Meinung nach AUCH geht. Denn generell gibt es ja auch schöne und leider oft nur träumerische Passagen in diesem Gesetz. Wunschdenken sozusagen. Die Auslegung in der harten Realität lässt tagtäglich zu wünschen übrig. Meine Arbeit soll Anstöße dazu geben, insbesondere Minderheiten in der deutschen Gesellschaft nicht wie unerwünschte Aussätzige zu behandeln, sondern sich seiner Verantwortung als Mensch in Europa bewusst zu sein. Das Boot ist nicht voll.“